# موسوعة Ganfyd الطبية
كانت Ganfyd مجتمع ويكي مختص بالطب وتعتبر موسوعة إنترنت طبية، وقد أنشئت في نوفمبر 2005 من قبل مجموعة من الأطباء وطلاب الطب الذين يعملون في المملكة المتحدة. كان الموقع موضوعًا للتعرض الأكاديمي للأساليب الناشئة لنشر المعلومات الطبية وبشكل أكثر تحديداً، تقييد المحررين في بيئة ويكي تعاونية مفتوحة. تم نسخ هذا النموذج لاحقًا بواسطة الموسوعات الطبية الأخرى، ولكن فشلت بعض المحاولات لتحسين هذا النموذج، مثل Medpedia . في عام 2010، لاحظت بولا يونجر أنها محاولة جديرة بالثناء لجعل المعلومات الطبية متاحة بحرية وموثوقية.
الموسوعة أصبحت دون اتصال في أوائل عام 2019. بينما عنوان الموقع يصل إلى موقع شخصي مجهول الهوية. نظرًا لأن هذه الموسوعة لم تكن متاحة لعدة أشهر ولا توجد عنها معلومات أخرى، فقد يتم اعتبارها غير قابلة للوصول.

## تأليف
يحق فقط للممارسين الطبيين المُسجلين أو الأشخاص الذين يعملون تحت إشرافهم، وعدد قليل من المتخصصين غير الطبيين المدعُوين، تحرير مقالات ganfyd ، ويُحظر التحرير من قبل أشخاص ليسوا ممارسين طبيين مُسجلين. والقصد من ذلك هو جعل المواد موثوقة بما فيه الكفاية للإستخدام الطبي المهني. مسار المراجعة متاح للجمهور لكل مقالة.
يتم التسجيل من خلال مجموعة متنوعة من الآليات، بما في ذلك شهادة GMC أو ما يعادلها.

## التاريخ
تهدف موسوعة Ganfyd إلى أن تصبح كتابًا مدرسيًا كبيرًا عن الطب البشري. بحلول أكتوبر 2010، كان هناك أكثر من 2,000 زيارة للصفحات يوميًا، وقد وصلت إلى 7,000 صفحة موضوع مع أكثر من ضعف هذا العدد من الصفحات بما في ذلك العناصر المعاد توجيهها وعمليات إعادة التوجيه و 449 محررًا من ست دول (المملكة المتحدة، أستراليا، نيوزيلندا، كندا، أيرلندا، الولايات المتحدة الأمريكية)). اعتبارًا من عام 2016، أصبحت تحتوي على أكثر من 10,000 صفحة موضوع.
في كانون الأول (ديسمبر) 2006، تمت الإشارة إلى موقع Ganfyd كمثال محدد على استخدام الموسوعات كبديل منخفض التكلفة لأدوات الرعاية التجارية مثل UpToDate مع بوابة البحث Trip التي فهرستها بالفعل. قد يكون هذا أول مثال على الموسوعة الطبية المفتوحه التي تتم فهرستها بواسطة محرك بحث طبي مستقل.
أصبحت هذه الموسوعة الطبية بلا اتصال (غير موجودة على الشبكة) في أوائل عام 2019 لا يوجد معلومات للإغلاق أو الحالة.

## المعنى
مصطلح " Ganfyd " هو معنى مختصر لـ «الحصول على ملاحظة من طبيبك.»  هذه العبارة معروفة لاستخدامها من قبل أرباب العمل، شركات التأمين، والمدربين الرياضيين لموظفيهم أو عملائهم. في بعض الحالات، قد يكون الغرض من ذلك هو إعفاء صاحب العمل / المدرب من المسؤولية في حالة تعرض العميل لأذى جسدي.
بعض الأطباء يرون ذلك استخدام ساخر من وقتهم ومهاراتهم، وبالتالي فإن مصطلح "ganfyd" يستخدم بإزدراء.

## روابط خارجية
- Keim, B (28 فبراير 2007). "WikiMedia". Nature Medicine. ج. 13 ع. 3: 231–233. DOI:10.1038/nm0307-231. PMID:17342106. مؤرشف من الأصل في 2011-10-19.
- [ Archive.org: ganfyd.org website ]